# Uffikon

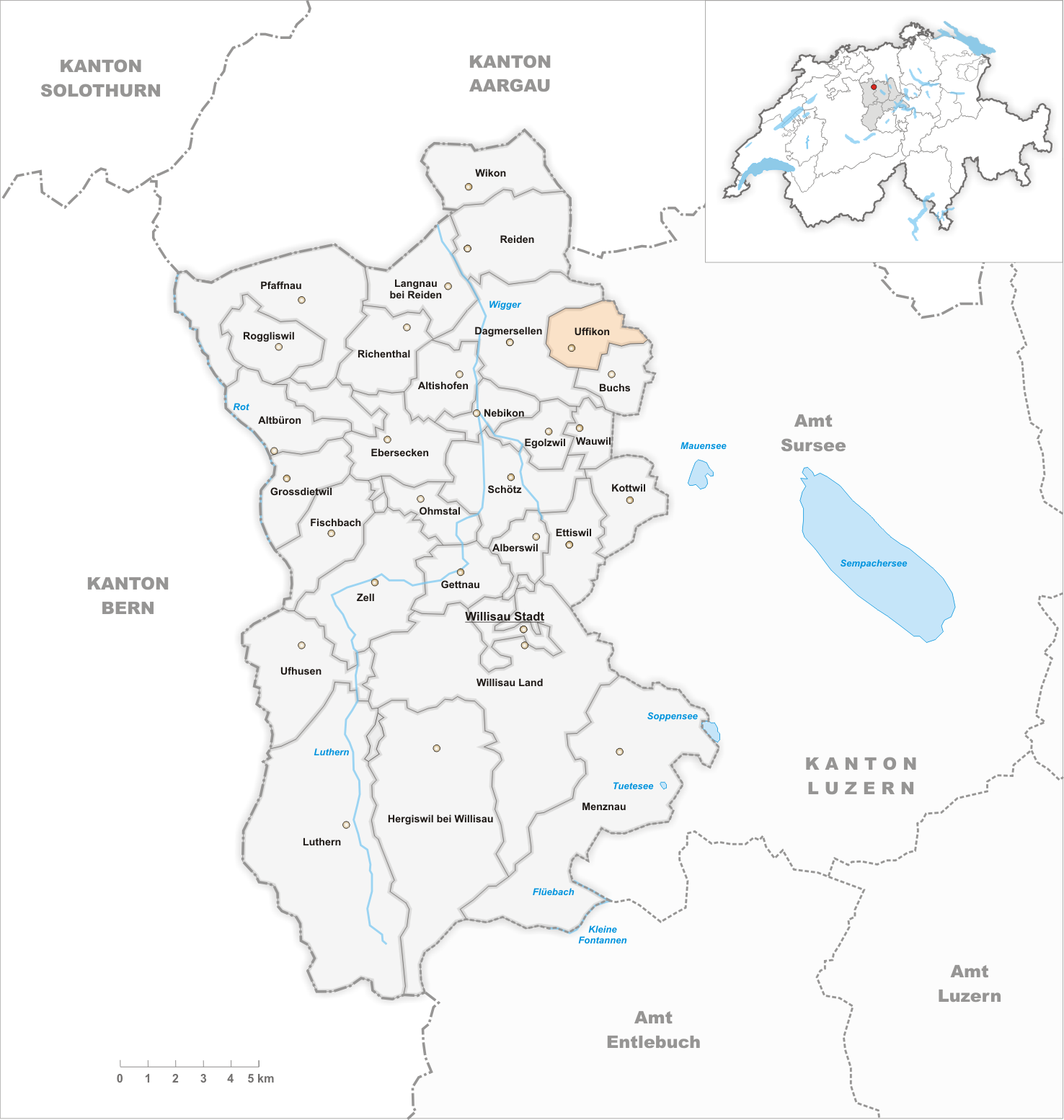
Gemeindestand vor der Fusion am 1. Januar 2006

Uffikon war bis am 31. Dezember 2005 eine politische Gemeinde im Amt Willisau, Kanton Luzern, Schweiz. Ende November 2004 haben die Stimmbürger von Uffikon die Vereinigung ihrer Gemeinde mit Buchs LU und Dagmersellen beschlossen. Die Fusion zur neuen Gemeinde Dagmersellen wurde auf den 1. Januar 2006 vollzogen.

## Geografie
Uffikon liegt im Hürnbachtal zwischen Sursee und Dagmersellen. Die ehemalige südliche Gemeindegrenze wurde durch den Hürnbach gebildet. Das Dorf liegt am Südhang des Kreuzbergs (Chrüzbergs), denn früher war die gesamte Ebene Moorgebiet. Dieses wurde entwässert, um Land zu gewinnen und Torf zu stechen. So entstanden die kleinen Seen südlich der Autobahn, die Naturschutzgebiet sind. Die kleine Ortschaft besteht aus dem Dorf und etlichen Häusergruppen und Einzelgehöften.
Der obere Hang des Kreuzbergs ist bewaldet (Buechwald, Baanwald, Dagmersellerwald). Der höchste Punkt des früheren Gemeindegebiets befindet sich auf dem Kreuzberg auf 769 m ü. M.
Vom früheren Gemeindeareal von 520 Hektar sind 60,4 % landwirtschaftliches Nutzgebiet und 30,4 % Wald. Nur 6,9 % sind Siedlungsfläche.

## Frühere Nachbargemeinden
Uffikon grenzte an Buchs, Dagmersellen und Winikon.

## Bevölkerung

### Bevölkerungsentwicklung
Von 1798 bis 1850 wuchs die Einwohnerzahl (1798–1850: +39,8 %). In der zweiten Hälfte des 19. Jahrhunderts sank sie dann als Folge der Abwanderung in die Industriezentren stark (1850–1900: −31,0 %). Im Jahr 1900 wurde der historische Bevölkerungstiefststand erreicht. Bis 1990 stieg die Bevölkerung zwar unaufhörlich, aber nur langsam, an (1900–1990: +19,0 %). Danach folgte bis 2003 ein grosses Wachstum, dass sich im Jahr 2004 nicht fortsetzte (1990–2003: +17,9 %; 2004 unverändert gegenüber 2003).
| Bevölkerungsentwicklung | Bevölkerungsentwicklung |
| Jahr                    | Einwohner               |
| ----------------------- | ----------------------- |
| 1798                    | 503                     |
| 1850                    | 703                     |
| 1900                    | 485                     |
| 1950                    | 532                     |
| 1990                    | 577                     |
| 2000                    | 634                     |
| 2003                    | 680                     |
| 2004                    | 680                     |

### Sprachen
Die Bevölkerung benutzt als Alltagssprache eine hochalemannische Mundart. Bei der letzten Volkszählung im Jahr 2000 gaben 97,48 % Deutsch, 1,26 % Portugiesisch und 0,47 % Französisch als Hauptsprache an.

### Religionen – Konfessionen
Früher waren alle Bewohner Mitglied der Römisch-Katholischen Kirche. Durch Kirchenaustritte und Zuwanderung aus anderen Regionen der Schweiz und dem Ausland hat sich dies geändert. Heute (Stand 2000) sieht die religiöse Zusammensetzung der Einwohnerschaft wie folgt aus: Es gibt 80,28 % römisch-katholische, 8,99 % evangelisch-reformierte und 1,58 % orthodoxe Christen. Daneben findet man 3,94 % Konfessionslose. Für eine Landgemeinde untypisch, verweigerten beinahe 5 % die Auskunft zum Glaubensbekenntnis.

### Herkunft – Nationalität
Von den 680 Einwohnern Ende 2004 waren 666 Schweizer und 14 (= 2,1 %) Ausländer. Anlässlich der letzten Volkszählung waren 94,48 % (einschliesslich Doppelbürger 95,27 %) Schweizer Staatsangehörige. Die Ausländer stammen bis auf wenige Ausnahmen aus Portugal und Serbien-Montenegro.

## Verkehr
Tagsüber war Uffikon 2005 durch den Rufbus Publicar am Netz des Öffentlichen Verkehrs angeschlossen. Nachts verkehrte der Bus zu vorgegebenen Zeiten. Seit Ende 2009 verkehrt eine reguläre Postautolinie. Uffikon liegt an der Strasse Sursee-Dagmersellen. Der nächste Autobahnanschluss ist Dagmersellen an der A2 in 4 km Entfernung.

## Geschichte
Wie einzelne Funde aus der Jungsteinzeit belegen, war das Gebiet von Uffikon vermutlich bereits in prähistorischer und frühgeschichtlicher Zeit besiedelt. So wurden verschiedentlich römische Münzen gefunden.
Historisch taucht Uffinchova erstmals im Jahr 893 in einer Schenkungsurkunde von Ludwig dem Deutschen an die Fraumünsterabtei Zürich auf. Ursprünglich waren die Grafen von Lenzburg im Besitz der hohen Gerichtsbarkeit. Nach ihrem Aussterben erbten die Habsburger diese. Die niedere Gerichtsbarkeit lag nacheinander in den Händen verschiedener Adelsfamilien (von Fischbach, von Grünenberg und von Büttikon). Der Ort gehörte zur Grafschaft Willisau, die 1407 von der Stadt Luzern gekauft wurde. Am 2. März 1450 erwarb Luzern auch die niedere Gerichtsbarkeit.
Die Gemeinde gehörte bis 1798 zur Landvogtei Willisau, danach bis 1803 zum Distrikt Altishofen, und seither zum damals neu gegründeten Amt Willisau.

## Sehenswürdigkeiten

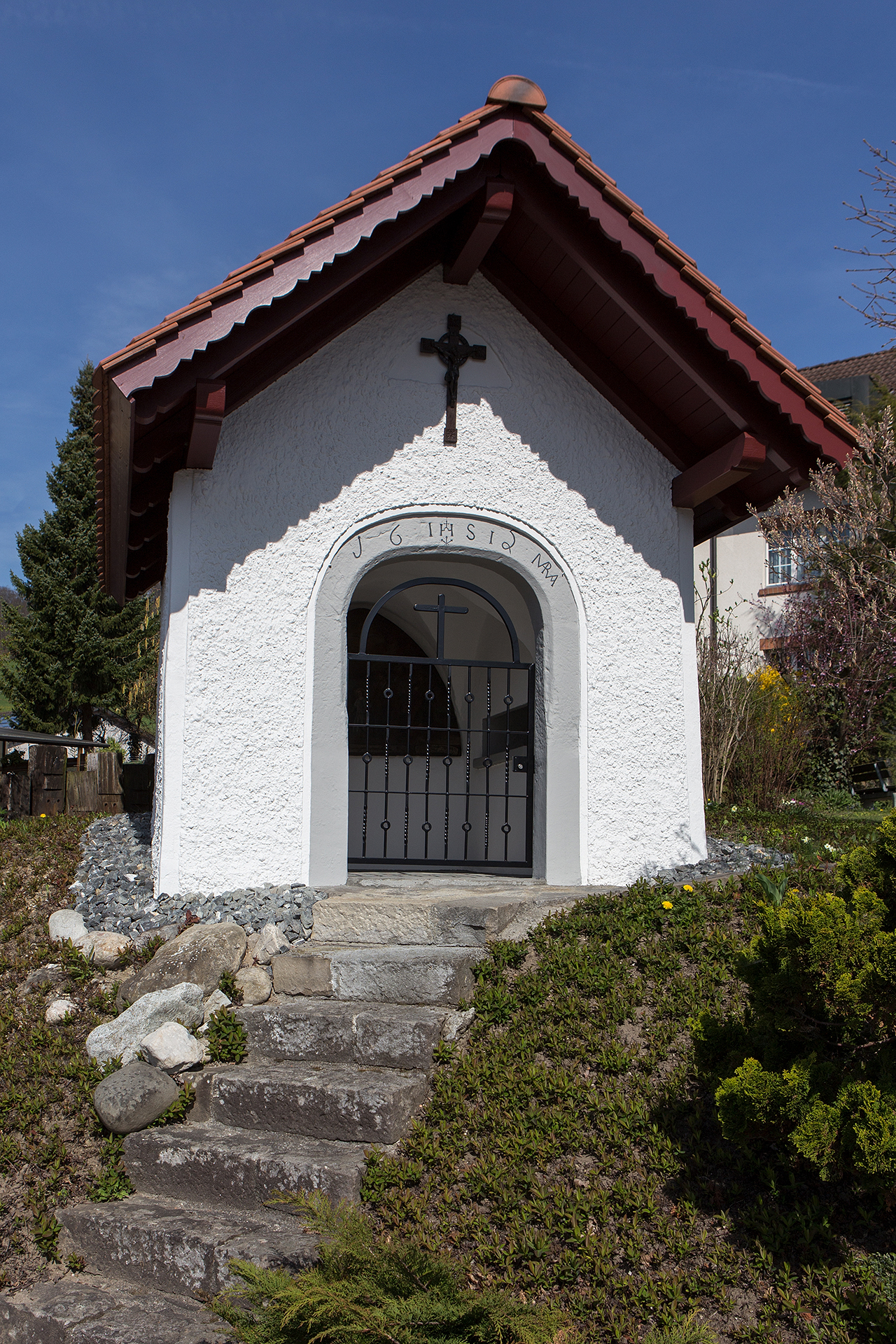
Allerseelen-Kapelle
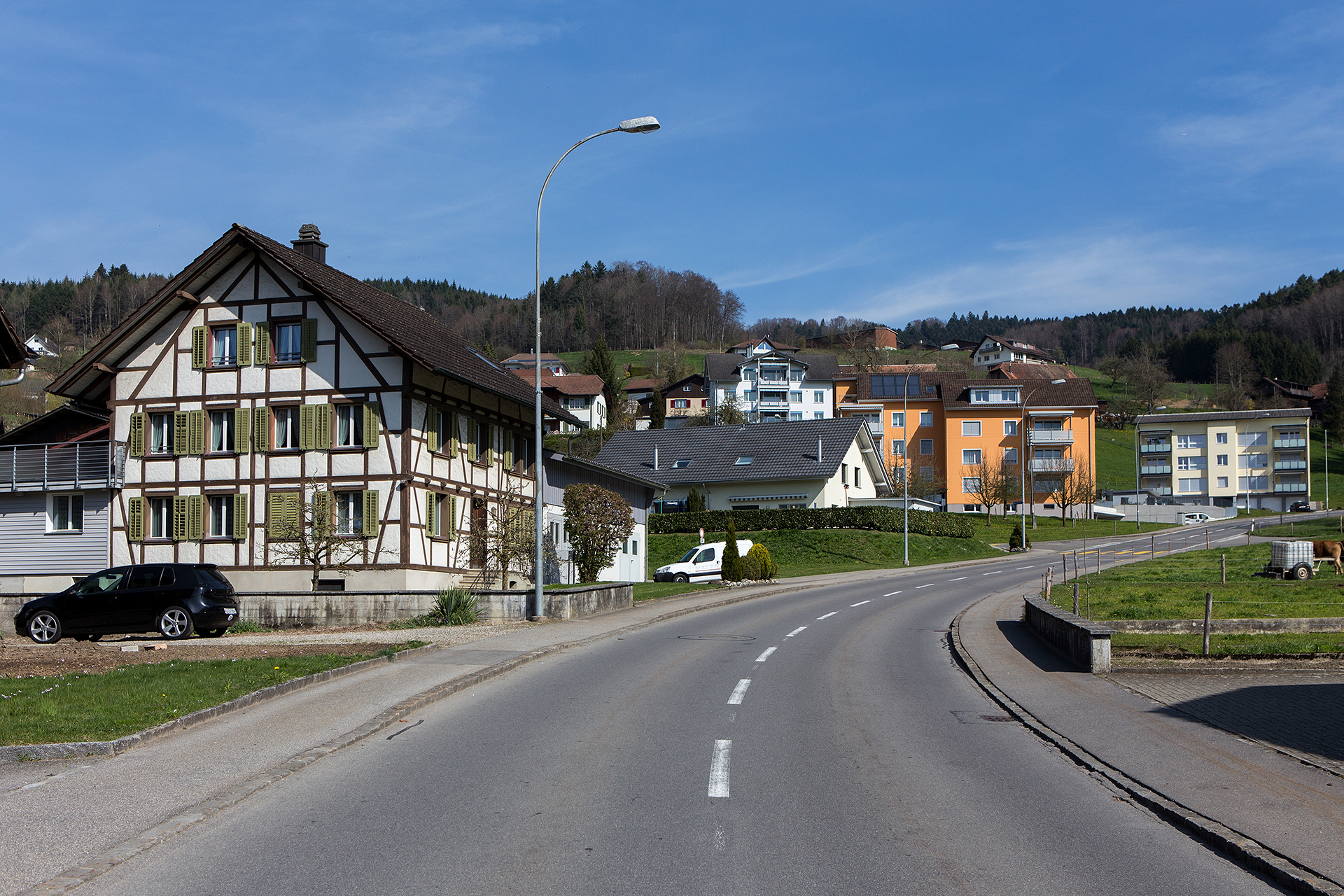
Dorfstrasse
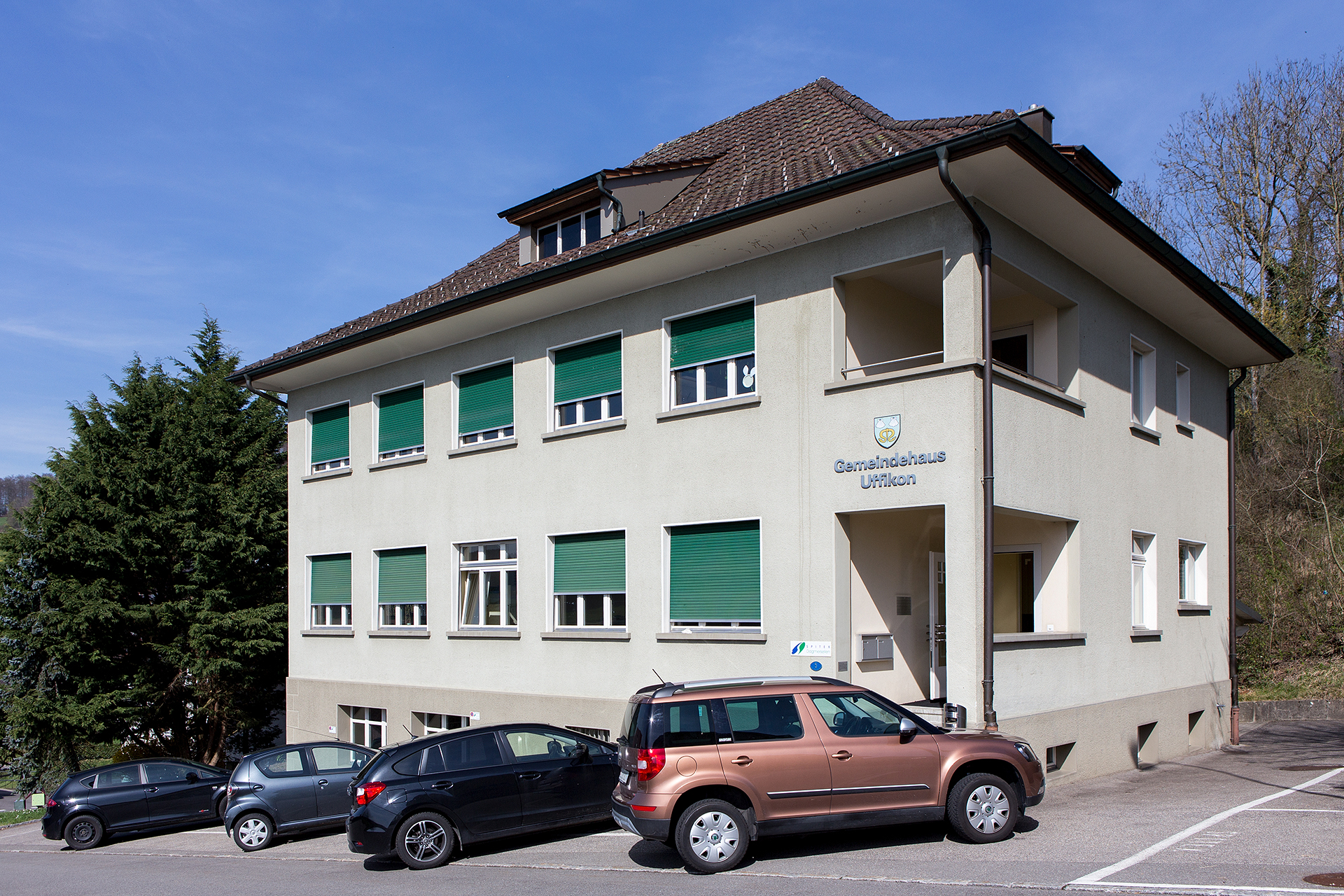
Ehem. Gemeindehaus
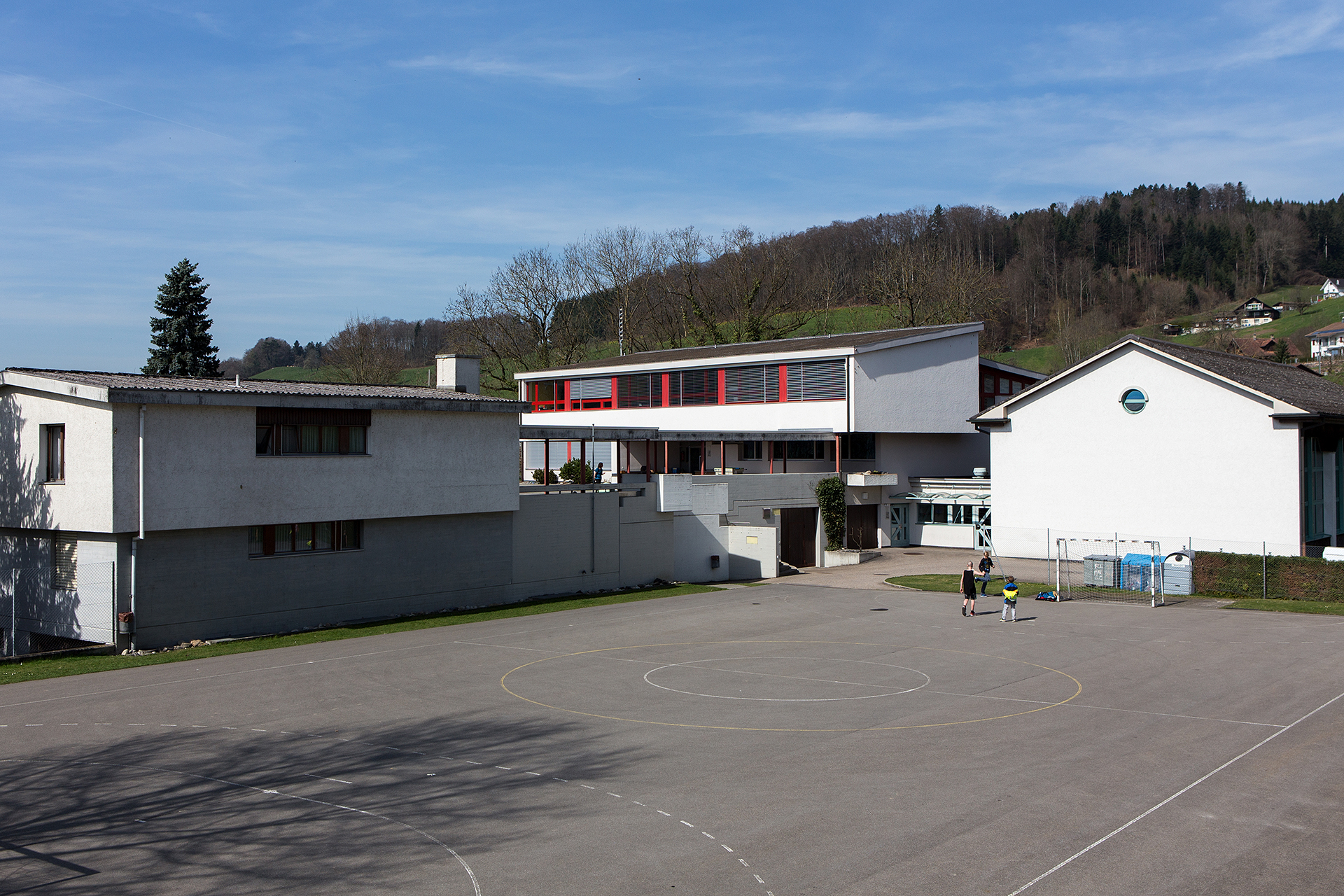
Schulhaus